# Vieux, râleur et suicidaire : La vie selon Ove
 (mars 2025).
Le contenu est difficilement compréhensible vu les erreurs de traduction, qui sont peut-être dues à l'utilisation d'un logiciel de traduction automatique.
Vieux, râleur et suicidaire : La vie selon Ove (en suédois : En man som heter Ove) est le premier roman de l'écrivain suédois Fredrik Backman publié en suédois par Bokförlaget Forum en 2012.
Il a été adapté en deux films : Mr. Ove, sorti en première en Suède le 25 décembre 2015, avec Rolf Lassgård dans le rôle principal,  et A Man Called Otto, sorti le 30 décembre 2022, avec Tom Hanks dans le rôle principal.

## Résumé
Ove est un vieil homme arrogant qui traite les gens qu'il n'aime pas comme des cambrioleurs devant la fenêtre de sa chambre. Il avait des principes fermes, une routine stricte et des cheveux courts. Les gens l'appellent « le méchant voisin de l'enfer ». Pourtant, sous ses airs grincheux se cachent une histoire et une tristesse. Lorsqu'un jeune couple bavard et ses deux filles bavardes emménagent à côté de chez lui un matin de novembre et fracassent accidentellement la boîte aux lettres d'Ove une histoire drôle et réconfortante commence, une histoire touchante de chats abandonnés, d'amitié inattendue et tout cela changera un vieil homme grincheux.

## Personnages principaux
- Ove : Veuf grincheux de 59 ans qui a récemment été contraint de prendre sa retraite
- Sonja : L'épouse décédée d'Ove
- Parvaneh : La voisine d'Ove, une femme enceinte d'origine iranienne et mère de deux enfants
- Patrick : le mari de Parvaneh
- Rune : Ancien ami d'Ove devenu un ennemi et un voisin, il souffre maintenant de la maladie d'Alzheimer
- Anita : la femme de Rune
- Adrian : Le facteur du quartier
- Jimmy : Le voisin en surpoids

## Influences
Backman a trouvé son inspiration pour ce livre après avoir lu un article sur un homme nommé Ove qui a eu une crise alors qu'il achetait des billets dans un musée d'art. Backman s'est immédiatement lié à cet homme car il prétend n'être « pas doué pour parler aux gens ».  Il a commencé à écrire des articles de blog sous le titre « Je suis un homme appelé Ove », dans lesquels il écrivait sur ses bêtes noires et ses ennuis. Finalement, il s'est rendu compte que son écriture avait le potentiel de créer un personnage de fiction intéressant.

## Accueil
Dans l'ensemble, Vieux, râleur et suicidaire : La vie selon Ove a été bien accueilli, le site Web de l'agrégateur de critiques, Bookmarks, donnant au livre une critique « élogieuse ».
Kirkus Reviews a donné une critique positive du roman, décrivant comment « les chapitres de l'histoire ont une qualité simple et fable, tandis que les chapitres actuels sont épisodiques et, parfois, hystériquement drôles. Dans les deux cas, la narration peut virer au prêcheur ou au tapage excessif, mais les descriptions ironiques, l'excellent rythme et la juxtaposition de l'attitude d'Ove avec ses actes ajoutent beaucoup de punch pour équilibrer tout pathétique. »
Publishers Weekly a qualifié le roman de « un plaisir flou pour le public qui sert des rires pour accompagner une réflexion réfléchie sur la perte et l'amour. Bien que les pitreries d'Ove semblent parfois répétitives, l'auteur écrit avec un charme gagnant. »

## Adaptations

### Cinéma
Le roman a été adapté en Mr. Ove, un film suédois sorti le 25 décembre 2015, écrit et réalisé par Hannes Holm et mettant en vedette Rolf Lassgård dans le rôle d'Ove.  Le film a été nommé pour six prix, dont deux, aux 51e Guldbagge Awards en 2016,.  Il a été nommé pour les catégories Meilleur film en langue étrangère et Meilleur maquillage et coiffure à la 89e cérémonie des Oscars,,.
Une adaptation cinématographique en anglais intitulée A Man Called Otto est également sortie, avec Tom Hanks dans le rôle principal et dans la production.

### Théâtre
En janvier 2015, une version scénique du livre, mettant en vedette Johan Rheborg dans le rôle principal d'Ove, a été créée à Stockholm.

### Livre audio
En juillet 2014, Dreamscape Media a publié une version audiobook de ce livre, lue en anglais par l'acteur américain George Newbern.